# 科扎基 (舍普季茨基區)
科扎基（羅馬化：Kozaky）是烏克蘭西部利沃夫州舍普季茨基區多布羅特維爾市鎮的村莊，始建於1300年，面積0.07平方公里，2001年人口42，人口密度每平方公里575.34人。
50°12′4″N 24°21′41″E / 50.20111°N 24.36139°E